# Noël Mitrani
Noël Mitrani (Toronto, 11 novembre 1969) è un regista e sceneggiatore canadese.

## Filmografia
- Sur la trace d'Igor Rizzi (2006)
- The Kate Logan Affair (2010)
- Le Militaire (2014)